# AJAP1
AJAP1 (англ. Adherens junctions associated protein 1) – білок, який кодується однойменним геном, розташованим у людей на 1-й хромосомі. Довжина поліпептидного ланцюга білка становить 411 амінокислот, а молекулярна маса — 44 536.
| 10         |  | 20         |  | 30         |  | 40         |  | 50         |
| ---------- |  | ---------- |  | ---------- |  | ---------- |  | ---------- |
| MWIQQLLGLS |  | SMSIRWPGRP |  | LGSHAWILIA |  | MFQLAVDLPA |  | CEALGPGPEF |
| WLLPRSPPRP |  | PRLWSFRSGQ |  | PARVPAPVWS |  | PRPPRVERIH |  | GQMQMPRARR |
| AHRPRDQAAA |  | LVPKAGLAKP |  | PAAAKSSPSL |  | ASSSSSSSSA |  | VAGGAPEQQA |
| LLRRGKRHLQ |  | GDGLSSFDSR |  | GSRPTTETEF |  | IAWGPTGDEE |  | ALESNTFPGV |
| YGPTTVSILQ |  | TRKTTVAATT |  | TTTTTATPMT |  | LQTKGFTESL |  | DPRRRIPGGV |
| STTEPSTSPS |  | NNGEVTQPPR |  | ILGEASGLAV |  | HQIITITVSL |  | IMVIAALITT |
| LVLKNCCAQS |  | GNTRRNSHQR |  | KTNQQEESCQ |  | NLTDFPSARV |  | PSSLDIFTAY |
| NETLQCSHEC |  | VRASVPVYTD |  | ETLHSTTGEY |  | KSTFNGNRPS |  | SSDRHLIPVA |
| FVSEKWFEIS |  | C          |  |            |  |            |  |            |

A: Аланін

C: Цистеїн

D: Аспарагінова кислота

E: Глутамінова кислота

F: Фенілаланін

G: Гліцин

H: Гістидин

I: Ізолейцин

K: Лізин

L: Лейцин

M: Метіонін

N: Аспарагін

P: Пролін

Q: Глутамін

R: Аргінін

S: Серин

T: Треонін

V: Валін

W: Триптофан

Кодований геном білок за функцією належить до фосфопротеїнів. 
Задіяний у такому біологічному процесі, як клітинна адгезія. 
Локалізований у клітинній мембрані, мембрані, клітинних контактах.